# Bradysia simulatrix
Bradysia simulatrix är en tvåvingeart som först beskrevs av Franz Lengersdorf 1940.  Bradysia simulatrix ingår i släktet Bradysia och familjen sorgmyggor. Inga underarter finns listade i Catalogue of Life.